# Julián Vicente Araujo Zúñiga
Julián Vicente Araujo Zúñiga (Lompoc, Califòrnia, 13 d'agost del 2001) és un futbolista professional que juga com a lateral dret a l'AFC Bournemouth. Nascut als Estats Units, representa la selecció de Mèxic.

## Joventut
Araujo va néixer a Lompoc, Califòrnia, i és d'ascendència mexicana. Va assistir a Lompoc High School, i dos anys més tard va deixar casa seva per unir-se al Barça Residency Academy a Casa Grande, Arizona el 2017.
El març del 2017, Araujo s'havia compromès a jugar a futbol universitari a la Universitat de Califòrnia a Santa Bàrbara a partir del 2018.

## Carrera de club

### LA Galaxy II
Araujo va fer el seu debut com a professional en un empat 2-2 amb els Seattle Sounders FC 2 el 4 d'octubre de 2018, entrant com a substitut de Nate Shultz al minut 88.

### LA Galaxy
L'1 de març de 2019, LA Galaxy va adquirir Araujo després d'intercanviar 50.000 dòlars de Targeted Allocation Money a Colorado Rapids per guanyar el primer lloc a la Waivers Order.
Araujo va fer 108 aparicions totals amb el Galaxy, marcant una vegada a la temporada regular i una altra als playoffs. Es va convertir en titular a partir del 2019 i va acabar 2021 i 2022 com a defensa de l'any de l'equip.

### FC Barcelona
L'1 de febrer del 2023, el FC Barcelona i el LA Galaxy van acordar el traspàs d'Araujo. La documentació, no obstant, es va entregar amb 18 segons de retard, i l'acord va quedar als llimbs després que la FIFA rebutgés el traspàs, però el Tribunal d'Arbitratge Esportiu ho invalidés. Finalment, el 17 de febrer Araujo va ser traspassat al FC Barcelona.

#### Cessió a la UD Las Palmas
L'1 d'agost de 2023, Araujo va ser cedit a UD Las Palmas per a tota la temporada 2023-24.
El 31 d'octubre, Araujo va marcar el seu primer gol amb el club en una victòria a domicili per 3-0 contra el Manacor per avançar a la segona ronda de la Copa del Rei.

### Bournemouth
El 13 d'agost de 2024, Araujo es va unir a l'AFC Bournemouth de la Premier League amb un contracte de cinc anys.

## Carrera internacional

### Estats Units
Araujo era elegible per jugar amb Estats Units o Mèxic.
Després de la lesió d'Ayo Akinola, Araujo va ser convocat a la Copa Mundial Sub-20 de la FIFA 2019 per representar els Estats Units sub-20.
Araujo va ser convocat per Gregg Berhalter a la selecció nacional de futbol dels Estats Units per a la concentració de gener de 2020, però no va disputar cap partit oficial. Va tornar a ser convocat al desembre de 2020 per a un partit contra El Salvador, en què va debutar a nivell absolut. Araujo va ser inclòs a la llista final de 20 jugadors sub-23 dels Estats Units per al Campionat de Classificació Olímpica Masculina de la CONCACAF 2020 al març de 2021.
El 18 de juny de 2021, Araujo va ser inclòs a la llista preliminar de 59 jugadors de la USMNT per a la Copa Or de la CONCACAF 2021, però va quedar fora de la llista definitiva l'1 de juliol de 2021. Berhalter va al·legar la doble nacionalitat d'Araujo i que no se sentia preparat per incorporar-se a la USMNT.

### Mèxic
El 13 d'agost del 2021, mitjans esportius a Mèxic van informar que el mateix Araujo havia tramitat i presentat el canvi únic davant la FIFA per incorporar-se a Mèxic. A partir del 4 d'octubre de 2021, la FIFA va aprovar oficialment el cas d'Araujo.
El 27 de novembre de 2021, Araujo va ser inclòs en la convocatòria de la selecció mexicana de futbol per Gerardo Martino per a un partit amistós contra Xile programat per al 8 de desembre. Va ser titular en un empat 2-2 de Mèxic, jugant els 90 minuts. En fer el seu debut, Araujo es va convertir en el tercer jugador en la història de la rivalitat Mèxic-Estats Units en haver representat ambdues seleccions al costat de Martín Vásquez i Edgar Castillo.
L'estiu de 2023, Araujo juntament amb la selecció mexicana va obtenir un 3r lloc a la Final de la Lliga de Nacions de la CONCACAF 2023 i va guanyar el campionat de la Copa Or de la CONCACAF 2023.